# Джохал, Начхатар
Начхатар Сингх Джонал (род. 15 июля 1979, Джаландхар, Пенджаб) — индийский яхтсмен, участник летних Олимпийских игр 2008 года в соревнованиях в классе «Финн».

## Биография
В 2007 году Джанал выступил на чемпионате мира в Кашкайше. Индийский яхтсмен завершил первенство на 61-й позиции. Входил в число участников олимпийской программы, проводимой армией Индии, благодаря чему осуществлялось финансирование подготовки Джохала к Олимпийским играм, включавшее в себя также наличие тренера по физподготовке.
В 2008 году состоялся чемпионат мира по парусному спорту в классе «Финн». По его итогам олимпийскую лицензию для Индии смог завоевать Нитин Монгия, занявший 52-е место, однако право выступить на Играх в Пекине было доверено Начхатару Джоналу, который завершил первенство на 57-й позиции. Джохал стал всего лишь 10-м спортсменом в истории Индии, кому удалось выступить на Олимпийских играх в парусном спорте. В первой же гонке индийский яхтсмен смог показать четвёртый результат, однако в последующих семи стартах Джоналу лишь дважды удалось попасть в число двадцати сильнейших, в результате чего он откатился в итоговом протоколе на 23-е место.
В 2011 году Начхатар Джонал принял участие в комплексном чемпионате мира, заняв по его итогам 47-е место. Неоднократно Джонал принимал участие в Золотом кубке Финн, однако занять высокие места ему не удавалось. Наивысшее место в рейтинге класса «Финн» Джохал занимал в период с 12 мая 2010 по 2 июня 2010 года, когда индийский яхтсмен располагался на 27-й позиции. Последний раз не крупных международных стартах Джохал выступал в мае 2012 года, когда принял участие в Золотом кубке Финн, где занял лишь 43-е место, потеряв тем самым шансы отобраться на летние Олимпийские игры в Лондоне.

## Личная жизнь
- Женат, есть один ребёнок.